# Gueldenstaedtia multiflora
Gueldenstaedtia multiflora är en ärtväxtart som beskrevs av Aleksandr Andrejevitj Bunge. Gueldenstaedtia multiflora ingår i släktet Gueldenstaedtia och familjen ärtväxter. Inga underarter finns listade i Catalogue of Life.